# Doge (internetfenomen)

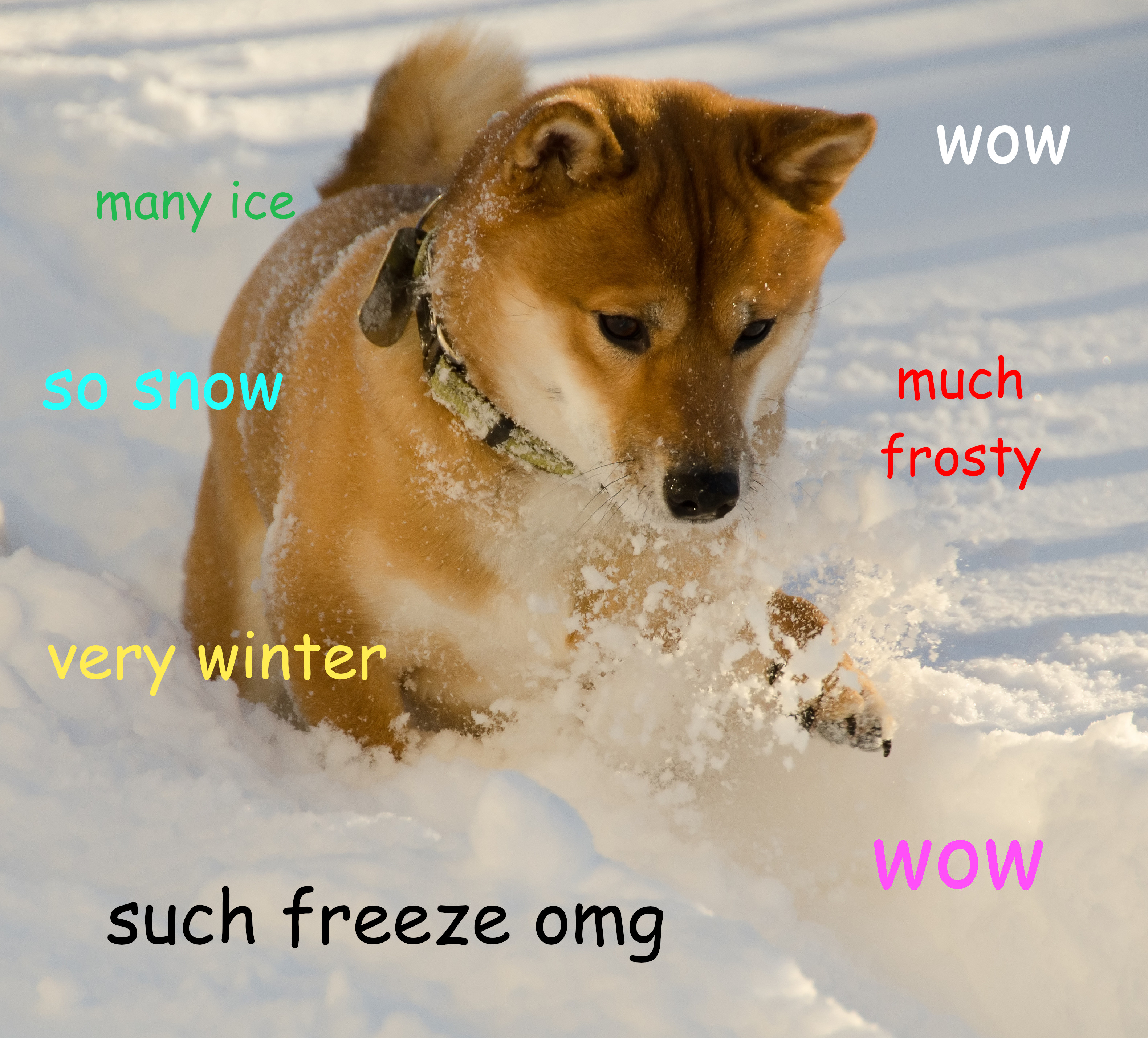
Exempel på Doge meme, här tänkes hundens reaktioner inför snö återges.

Doge är ett så kallat internetfenomen eller mem som blev populärt 2013.
En doge består av en bild på en hund av rasen Shiba Inu, där diverse korta texter i olika färger och gärna med fonten Comic Sans lagts till i förgrunden. Texterna representerar ett slags intern monolog och är skriven på avsiktligt felaktig engelska.
Texterna är består typiskt av två ord, där det första ordet är någon av följande modifierare: "so", "such", "many", "much", and "very", och det andra ordet är ett ord som inte på ett korrekt sätt kan styras av det första ordet. Meningen "Much respect. So noble" använder de gängse doge-modifierarna, men är inte en "riktig" doge då meningen faktiskt är formellt korrekt. För att bli en "riktig" doge kan meningen istället skrivas "Much noble, so respect".
Doge är en populär meme och har inspirerat bland annat kryptovalutan dogecoin. Doge har även använts i marknadsföring av diverse bolag. I Sverige användes till exempel Doge av SL 2014 för att marknadsföra sommarbiljetter.